# Eyes Wide Open (альбом Сабрины Карпентер)
Eyes Wide Open (с англ. — «С широко открытыми глазами») — дебютный студийный альбом американской певицы и автора песен Сабрины Карпентер. Он был выпущен лейблом Hollywood Records 14 апреля 2015 года. Карпентер начала планировать проект в 2014 году, после того как она выпустила свой дебютный мини-альбом Can’t Blame a Girl for Trying и захотела сделать полноформатный альбом. Все треки с EP вошли в альбом. Альбом был записан в период с 2013 по 2015 год, причём большая часть альбома была записана в 2014 году. В музыкальном плане Eyes Wide Open — это поп-пластинка с влиянием фолка, поп-рока и подростковой поп-музыки. В его создании использованы гитары, фортепиано, ударные и клавишные. Тематически альбом посвящён личным переживаниям Карпентер, дружбе, любви и подростковым проблемам.

## Предыстория
Карпентер начала активно сотрудничать с каналом Disney Channel в 2013 году, участвуя в различных саундтреках, таких как «Smile» для альбома Disney Fairies: Faith, Trust, and Pixie Dust и «All You Need», вошедшей в саундтрек к мультфильму София Прекрасная. В том же году Карпентер подписала контракт с Hollywood Records на выпуск своей собственной музыки. Карпентер планировала выпустить мини-альбом, а затем выпустить студийный альбом. В марте 2014 года она выпустила свой дебютный мини-альбом Can’t Blame a Girl for Trying с четырьмя треками.

## Музыка
Окончательный вариант Eyes Wide Open содержит двенадцать треков, четыре из которых вошли в дебютный мини-альбом Карпентер Can’t Blame a Girl for Trying. Альбом представляет собой сочетание музыки в стилях подростковый поп и поп-фолк, насыщенный акустическими и кантри стилями.

## Отзывы
Брайан Кантор, написавший рецензию для сайта Headline Planet, дал альбому положительную рецензию, сделав акцент на эмоциях, переданных в исполнении Сабрины Карпентер. Он написал: «Решительно свободный по конструкции, но богатый по индивидуальности, Eyes Wide Open даёт Карпентер возможность установить свою собственную личность и оставить свой собственный след». Кантор считает, что более продюсерские песни поставили Карпентер в невыгодное положение, сыграв против её сильных сторон. В частности, он выделил «Eyes Wide Open» и «We’ll Be the Stars» как слабые песни в альбоме, которые не демонстрируют талант и индивидуальность Карпентер в полной мере. «С каждым мгновением — даже на её слабых треках -» писал Кантор, — «Карпентер создаёт дистанцию между концепцией и реальностью артиста-подростка».

## Список композиций
| №                   | Название                        | Автор(ы)                                                     | Продюсер(ы)                            | Длительность |
| ------------------- | ------------------------------- | ------------------------------------------------------------ | -------------------------------------- | ------------ |
| 1.                  | «Eyes Wide Open»                | Jerrod Bettis Audra Mae Meghan Kabir                         | Mitch Allan Bettis Dan Book [a]        | 3:12         |
| 2.                  | «Can't Blame a Girl for Trying» | Meghan Trainor Al Anderson Chris Gelbuda                     | Brian Malouf                           | 2:49         |
| 3.                  | «The Middle of Starting Over»   | Jim McGorman Robb Vallier Michelle Moyer                     | Malouf McGorman [b] Vallier [b]        | 3:32         |
| 4.                  | «We'll Be the Stars»            | Skyler Stonestreet Cameron Walker Steven Solomon             | Solomon                                | 3:06         |
| 5.                  | «Two Young Hearts»              | Ben Berger Mae Ryan McMahon                                  | Captain Cuts                           | 3:53         |
| 6.                  | «Your Love's Like»              | Matthew Tishler Philip Bentley Lindsey Lee Сабрина Карпентер | Tishler                                | 3:29         |
| 7.                  | «Too Young»                     | Карпентер Jon Ingoldsby                                      | Ingoldsby                              | 4:14         |
| 8.                  | «Seamless»                      | Карпентер Jon Levine Chelsea Lena                            | Levine                                 | 3:06         |
| 9.                  | «Right Now»                     | Карпентер Jordan Higgins Lindsay Rush                        | Higgins Rush [c]                       | 3:35         |
| 10.                 | «Darling I'm a Mess»            | Trainor Lily Harrington                                      | Malouf                                 | 2:59         |
| 11.                 | «White Flag»                    | Cara Salimando Scott Harris Matt Squire                      | Squire Steve Tippeconic [d] Harris [d] | 3:18         |
| 12.                 | «Best Thing I Got»              | John Gordon Julie Frost                                      | Gordon Frost [c]                       | 3:19         |
| Общая длительность: | Общая длительность:             | Общая длительность:                                          | Общая длительность:                    | 40:32        |

Notes
- ↑  дополнительный продюсер по вокалу
- ↑  сопродюсер
- ↑  продюсер по вокалу
- ↑  дополнительный продюсер

## Чарты
| Чарт (2015)                           | Высшая позиция |
| ------------------------------------- | -------------- |
| Франция (Downloads Albums, SNEP)      | 181            |
| Великобритания (Download Albums, OCC) | 93             |
| США (Billboard 200)                   | 43             |

## История релиза
| Регион | Дата           | Формат(ы)            | Лейбл     | Прим. |
| ------ | -------------- | -------------------- | --------- | ----- |
| США    | 14 апреля 2015 | CD Цифровая загрузка | Hollywood | [ 9 ] |